# Croton boutonianus
Espèce
Croton boutonianus est une espèce de plantes à fleurs du genre Croton et de la famille des Euphorbiaceae, présente à l'île Maurice.
Il a pour synonyme :
- Oxydectes boutoniana, (Müll.Arg.) Kuntze